# Microserica strigosa
Microserica strigosa är en skalbaggsart som beskrevs av Brenske 1899. Microserica strigosa ingår i släktet Microserica och familjen Melolonthidae. Inga underarter finns listade i Catalogue of Life.